# Erik Borgstedt
Erik Ragnar Borgstedt, född 5 november 1866 i Lofta socken, död 14 augusti 1921, var en svensk violinist, violoncellist, sångare (bas) och dirigent.
Borgstedt studerade vid Kungliga musikkonservatoriet 1884–1889. Han var violinist i Kungliga Hovkapellet 1886–1889 och cellist där 1890–1892 och 1895–1899. Han debuterade som sångare på Kungliga teatern 1889. Han var musikdirektör vid Skaraborgs regemente 1896–1910, kantor i S:t Johannes kyrka i Stockholm 1893–1901 och därefter i S:t Jakobs kyrka ända till sin död 1921. Där skall han 1908 ha komponerat en kantat över Davids 23 psalm till kyrkoherdeinstallationen av Fredrik Hammarsten. Han var lärare i elementar-, kyrko- och körsång vid musikkonservatoriet 1901–1921, professor från 1916. Han invaldes som ledamot nr 508 av Kungliga Musikaliska Akademien den 26 mars 1903.

Familj
Erik Borgstedt vigdes 23 oktober 1899 med Magda Mellgren och fick två döttrar (Gerd och Ragnhild)